# Benedetta Re
Benedetta Re (Roma, 14 de febrero de 1989) es una deportista italiana que compitió en natación sincronizada. Ganó cuatro medallas de bronce en el Campeonato Europeo de Natación, en los años 2006 y 2012.

## Palmarés internacional
| Campeonato Europeo | Campeonato Europeo       | Campeonato Europeo | Campeonato Europeo |
| Año                | Lugar                    | Medalla            | Prueba             |
| ------------------ | ------------------------ | ------------------ | ------------------ |
| 2006               | Budapest (Hungría)       | Medalla de bronce  | Equipo             |
| 2006               | Budapest (Hungría)       | Medalla de bronce  | Combinación libre  |
| 2012               | Eindhoven (Países Bajos) | Medalla de bronce  | Equipo             |
| 2012               | Eindhoven (Países Bajos) | Medalla de bronce  | Combinación libre  |